# آنارشیسم یهودی
آنارشیسم یهودی (انگلیسی: Jewish anarchism) عبارات مختلفی از آنارشیسم در جامعه یهودیان را در بر می‌گیرد.

### آنارشیسم سکولار یهودی
بسیاری از افراد یهودی الاصل، مانند اما گلدمن، الکساندر برکمن، پل گودمن، موری بوکچین، وولین، گوستاو لانداور، دیوید گریبر و نوآم چامسکی در تاریخ آنارشیسم نقش داشته‌اند. با این حال، مانند این آنارشیست‌های یهودی الاصل، جنبش‌های آنارشیست یهودی نیز در جوامع اروپای شرقی و اروپای مرکزی و غرب وجود داشته‌است. شهرهایی که از اواخر قرن نوزدهم تا جنگ جهانی دوم به آنها مهاجرت کردند. همه اعضای اولین گروه آنارشیست در امپراتوری روسیه، که در سال ۱۹۰۳ در بیاویستوک تشکیل شد، یهودی بودند. یهودیان  زبان ییدیش در کنگره بین‌المللی آنارشیست آمستردام در سال ۱۹۰۷ شرکت کردند.